# Morville-sur-Nied
Morville-sur-Nied är en kommun i departementet Moselle i regionen Grand Est (tidigare regionen Lorraine) i nordöstra Frankrike. Kommunen ligger i kantonen Delme som tillhör arrondissementet Château-Salins. År 2022 hade Morville-sur-Nied 118 invånare.

## Befolkningsutveckling
Antalet invånare i kommunen Morville-sur-Nied
| Referens: INSEE |